# Himitsu Sentai Gorenger
Himitsu Sentai Gorenger (秘密戦隊ゴレンジャー, Himitsu Sentai Gorenjā) és una sèrie de televisió de superherois tokusatsu japonesa. Gorenger, creat per Shotaro Ishinomori, va ser la primera sèrie que forma la llarga franquícia Super Sentai. La sèrie es va emetre a NET (ara TV Asahi) del 5 d'abril de 1975 al 26 de març de 1977, durant 84 episodis. Toei distribueix la sèrie internacionalment sota el títol Five Rangers. El manga va ser editat en català per l'editorial Ooso Comics amb el títol de Himitsu Sentai Gorenger - L'esquadró secret dels 5 rangers i va sortir a la venda el 30 d'abril de 2022.

## Argument
Quan la pau mundial es veu amenaçada per l'aparició d'un grup terrorista anomenat Exèrcit de la Creu Negra, es forma el grup EAGLE (Earth Guard League) per combatre l'amenaça. L'Exèrcit de la Creu Negra envia cinc agents per destruir cada branca d'EAGLE al Japó, matant tothom excepte cinc agents. Aquests agents supervivents són convocats a una base secreta situada a sota de la botiga d'aperitius "Gon", on són reclutats pel comandant d'EAGLE Japan, en Gonpachi Edogawa. Es converteixen en els Himitsu Sentai Gorengers i reben vestits de batalla electrònics que els doten d'una força i velocitat sobrehumanes. Els cinc es dediquen a aturar l'Exèrcit de la Creu Negra i el seu líder, el Führer de la Creu Negra.

## Manga
La sèrie va ser adaptada a un manga escrit i dibuixat per Ishinomori i publicat a la revista Weekly Shōnen Sunday del 4 de maig de 1975 fins al 17 d'agost de 1975. En aquesta sèrie, els Gorengers són tots adolescents i el pare d'en Tsuyoshi és el cap de la branca de Kanto d'EAGLE. En Tsuyoshi Kaijo rep els poders de l'Akarenger pel seu pare abans que sigui assassinat per l'Exèrcit de la Creu Negra. En Tsuyoshi es converteix en Akarenger i recluta els altres per formar els Gorengers i venjar la mort del seu pare.
El manga va ser editat en català per l'editorial Ooso Comics.
| Volum | Data de publicació en català | ISBN               |
| ----- | ---------------------------- | ------------------ |
| 01    | 30 d'abril del 2022          | ISBN 9788412176971 |